# Éric Lhote
Pour les articles homonymes, voir Lhote.
Éric Lhote, né le 23 octobre 1949 à Hénin-Liétard et mort le 26 mars 2017 à Lens, est un joueur de football professionnel français.

## Carrière
Éric Lhote participe le 8 juin 1973 au premier match de la finale du championnat de France de division 2 qui verra une victoire lensoise 1-0 sur le Troyes AF. Il sera ainsi champion de Division 2.